# David Liberman
David Liberman (1920 - 1983) fue un relevante psicoanalista argentino. 

## Biografía
David Liberman nació en 1920 en Argentina en el seno de una familia de músicos. Él tocaba el piano en la orquesta jazz de su padre, Sam Liberman. La experiencia en la banda de Jazz pudo haber influido en la elaboración de su propuesta ya que las características de  ejecución del jazz, donde en una orquesta en la que todos deben tener una base común, se producen momentos de interpretaciones individuales y colectivas e incluso improvisaciones que complementan la obra general. Hay un músico que marca y dirige, pero el grupo es el que crea. Luego estudió medicina y psicoanálisis. Fue discípulo de Enrique Pichon-Rivière y desarrolló su perspectiva.

## Carrera científica
Su trabajo de tesis doctoral fue el inicio de un largo camino de investigación que sentó las bases de un nuevo concepto de psicoanálisis en el cual se aborda al paciente desde todos los aspectos posibles, es decir, de forma global. Para logar esto propuso aplicar el método de Leopold von Ranke al estudio psicoanalítico.
Para él el método de análisis debe estar dividido en diferentes partes: crítica externa, crítica interna, síntesis e historiografía de la enfermedad. El fundamento está en la teoría de la comunicación y se entiende la enfermedad como una alteración el proceso de aprendizaje y de la comunicación, que produce un déficit de adaptación a la realidad.
Entre sus obras, la más original ha sido su libro en tres tomos Lingüística, interacción comunicativa y proceso psicoanalítico (1970-72). El autor ha sido influido por autores tan diversos como Roman Jakobson, Jurgen Ruesch, Gregory Bateson, y Melanie Klein, a los que ha reunido en su tentativa de categorizar los predominios estilísticos en las manifestaciones verbales y no verbales en diferentes tipos de pacientes.

## El enfoque de los estilos
Liberman propone investigar los procesos psicoanalíticos con instrumentos semióticos y lingüísticos. Sostuvo que el psicoanálisis es una ciencia de base empírica, y que existen dos investigaciones posibles: durante la sesión, realizada por el terapeuta sobre el paciente, y fuera de ella, en el paciente, en el terapeuta o en el vínculo. Agregó que es conveniente pensar a cada paciente no como unidad separada sino en conexión con el terapeuta.
Postuló además que la base empírica de las investigaciones en psicoanálisis está constituida por el intercambio entre paciente y terapeuta, cada uno con una combinatoria de estilos expresivos, los cuales abarcan el terreno verbal y no verbal. Entre los estilos de paciente y terapeuta pueden darse complementariedades que favorecen el trabajo clínico o desencuentros que lo perturban.
Describió a cada paciente como una combinación de estilos, con uno de ellos dominante en cuanto a la patología. Así, sostuvo que en el paciente obsesivo predomina un estilo narrativo, en el paciente con histeria de angustia, el estilo dramático y con suspenso, en el paciente con histeria de conversión, el estilo dramático e impacto estético, en el paciente transgresor, el estilo épico, en el paciente depresivo, el estilo lírico, y en el paciente esquizoide, el estilo reflexivo. En cada caso ocurren variaciones que acentúan o atenúan más estos rasgos estilísticos patológicos. Presentó además cuidadosas descripciones de los rasgos principales de cada estilo. Inspirado en las ideas de Freud, Abraham y M. Klein, sostuvo también que cada estilo es además expresión de determinada fijación pulsional: oral primaria, en el estilo reflexivo, sádico-oral secundaria en el estilo lírico, sádico-anal primaria en el estilo épico, sádico-anal secundaria en el estilo narrativo, fálico-uretral en el estilo dramático y con suspenso y fálico-genital en el estilo dramático con impacto estético.
Escribió además algunos libros en colaboración. El primero de ellos, con David Maldavsky, estuvo dedicado al análisis del ideal del yo y los sistemas valorativos, en que continuaba esta línea de investigaciones. Otros estuvieron destinados al psicoanálisis de niños o a las fallas en la simbolización y las afecciones psicosomáticas. En homenaje a su maestro, David Maldavsky denominó algoritmo David Liberman a un método de investigación de los deseos y las defensas en las manifestaciones verbales y no verbales, sea en la clínica, sea en el terreno social.

## Su obra
- Semiología psicosomática (1947),
- La comunicación en terapéutica psicoanalítica (1963)
- Lingüística, interacción comunicativa y proceso psicoanalítico (1971).
- Psicoanálisis y semiótica; D. Liberman y D. Maldavsky (1975)
- Semiótica y psicoanálisis de niños (1984) D. Liberman; R. F. B. de Podetti; I.     Miravent y   M. Waserman.
- Del cuerpo al símbolo: sobreadaptacion y enfermedad psicosomática (1986) D. Liberman; E. Grassano de Piccolo; S. Neborak d Dimant; L. Pistiner de Cortiñas; P. Roitman de Woseoboinik.

- Datos: Q5236584